# Alexander Grigorjewitsch Litwak

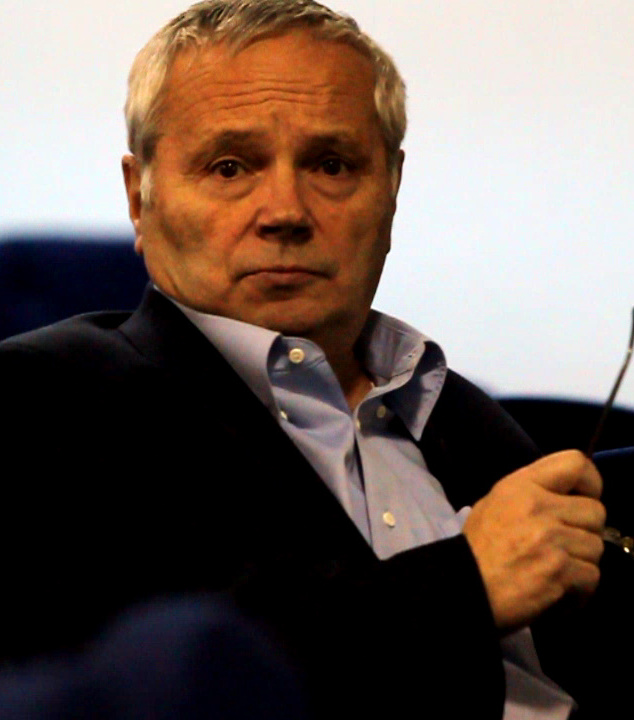
Alexander Grigorjewitsch Litwak

Alexander Grigorjewitsch Litwak (russisch Александр Григорьевич Литвак; * 17. November 1940 in Moskau) ist ein russischer Physiker und Hochschullehrer.

## Leben
Litwak studierte an der Fakultät für Strahlenphysik der Staatlichen Universität Gorki mit Abschluss 1962. Darauf arbeitete er im 1956 gegründeten Gorkier Forschungsinstitut für Strahlenphysik (NIRFI) zunächst im Rahmen der dreijährigen Aspirantur bei Michail Adolfowitsch Miller. 1967 verteidigte Litwak seine Kandidat-Dissertation über einige Probleme der Theorie der nichtlinearen elektromagnetischen Phänomene im Plasma. 1977 verteidigte er seine Doktor-Dissertation über Selbsterregung und Wechselwirkung elektromagnetischer Wellen im Plasma.
1977 wechselte Litwak in das 1976 gegründete Gorkier Institut für Angewandte Physik (IPF) als Leiter des Laboratoriums für Plasmatheorie und Leiter der Abteilung für Plasmatheorie. Danach wurde er Direktor der Abteilung für Plasmaphysik und Höchstleistungselektronik. Litwak entwickelte unter anderem eine Theorie der Selbstfokussierung elektromagnetischer Wellen im Plasma. Seine verschiedenen theoretischen Vorhersagen wurden dann durch Experimente bestätigt. Er entwickelte die Theorie der Elektron-Zyklotron-Plasmaheizung. Das von Litwak und seiner Gruppe entwickelte Gyrotron fand Anwendung in der Radartechnik, Plasmaphysik, Kernphysik und Nanotechnologie. Er ist Mitautor von 24 Vielautorenartikeln.
Seit 1978 lehrt Litwak als Professor am Gorkier Polytechnischen Institut.
1992 gründete Litwak mit anderen den Forschungsindustrieverbund Gikom für die Entwicklung und Produktion von Höchstleistungsmikrowellengeräten, dessen Vizepräsident er wurde.
2003 wurde Litwak Direktor des IPF der Russischen Akademie der Wissenschaften (RAN). 2006 wurde er Wirkliches Mitglied der RAN und Mitglied des Präsidiums der RAN. Er ist Mitglied der American Physical Society. Er ist Vorsitzender des Nischni Nowgoroder Wissenschaftszentrums der RAN. Seit der Emeritierung 2015 ist er wissenschaftlicher Leiter des IPF.

## Ehrungen, Preise
- Jubiläumsmedaille „Zum Gedenken an den 100. Geburtstag von Wladimir Iljitsch Lenin“ (1970)
- Staatspreis der UdSSR (1987)
- Soros-Professor (1994)
- Orden der Freundschaft (2004)
- Nischni-Nowgorod-Preis (2006)
- Ehrenpreis der Oblast Nischni Nowgorod (2006)
- Kenneth J. Button Award (2008)[8]
- Verdienstorden für das Vaterland IV. Klasse  (2010)
- Innovation Award der Plasma Physics Division der European Physical Society (2011 zusammen mit Keishi Sakamoto und Manfred Kaspar Andreas Thumm)[9]
- Preis der Regierung der Russischen Föderation für Wissenschaft und Technik (2011) für A. G. Litwak und seine Mitarbeiter im IPF und Gikom[10]
- Ehrenprofessor der Lobatschewski-Universität Nischni Nowgorod[11]